# Champeaux-sur-Sarthe
Champeaux-sur-Sarthe är en kommun i departementet Orne i regionen Normandie i nordvästra Frankrike. Kommunen ligger i kantonen Bazoches-sur-Hoëne som tillhör arrondissementet Mortagne-au-Perche. År 2022 hade Champeaux-sur-Sarthe 160 invånare.

## Befolkningsutveckling
Antalet invånare i kommunen Champeaux-sur-Sarthe
| Referens: INSEE |